# Романовское сельское поселение (Дубовский район)
Романовское сельское поселение — муниципальное образование в Дубовском районе Ростовской области.
Административный центр поселения — хутор Романов.

## География
Романовское сельское поселение расположено на юго-востоке Дубовского района Ростовской области. Общая площадь территории поселения составляет 92,51 кв. км. Административный центр муниципального образования, хутор Романов, расположен на расстоянии 7 км от районного центра — села Дубовское.

## История
Хутор Романов был назван по имени первого поселенца, Романа Киптилова. Заселение хутора началось примерно в 1921 году вдоль реки Сал. До этого здешние земли принадлежали калмыкам, но те не возражали против присутствия поселенцев.
Недалеко от хутора Романова жили молокане. Все они были зажиточными, поэтому в 1934 году их всех репрессировали и отправили в Сибирь.
В 1926-1927 году в хуторе был образован колхоз. Крестьяне жили бедно, но им всё же удалось приобрести один трактор. Постепенно хутор благоустраивался: здесь были построены школа, клуб, общественная баня.
После нападения Германии на СССР в хуторе остались работать только старики, женщины и дети.
В 1942 году, летом, хутор Романов был занят немецкими войсками. Не обошлось тогда и без столкновений. В 1959 году в хуторе был установлен памятник «Слава героям ВОВ», который также является братской могилой, где захоронено 270 погибших солдат.
Хутор Донской образовался примерно в 1922 году из переселенцев, и также  расположился у реки Сал. В начале он состоял из 19 дворов, позднее он постепенно разростался.
Хутор Моисеев был самый крупный и зажиточным из близлежащих хуторов. Здесь была своя церковь, кузня, водяная мельница. Во время от боевых действий не пострадал.
В настоящее время в Романовском сельском поселении живут люди разных национальностей: русские, украинцы, белорусы, чеченцы, даргинцы, болгары и т.д.

## Административное устройство
В состав Романовского сельского поселения входят:
- хутор Романов;
- хутор Донской;
- хутор Моисеев.

## Население
| 2010 | 2012 | 2013 | 2014 | 2015 | 2016 | 2017 |
| ---- | ---- | ---- | ---- | ---- | ---- | ---- |
| 769  | ↘765 | ↘755 | ↗763 | ↘761 | ↘743 | ↘731 |
| 2018 | 2019 | 2020 | 2021 |      |      |      |
| ↗733 | ↘722 | ↘717 | ↘693 |      |      |      |